# Association d'athlétisme amateur de Montserrat
L'association d'athlétisme amateur de Montserrat, officiellement en anglais Montserrat Amateur Athletic Association est la fédération montserratienne de sport « amateur » (même quand ce dernier est devenu professionnel depuis) d'athlétisme mais plus largement omnisports de l'île.
Elle est affiliée depuis 1974 à la Association internationale des fédérations d'athlétisme (IAAF) et à Association d'athlétisme d'Amérique du Nord, d'Amérique centrale et des Caraïbes (NACAC). Outre la promotion du sport, elle a la responsabilité d'organiser les compétitions nationales avec son registre des records et de sélectionner les athlètes pour les compétitions internationales.
En l'absence de comité national olympique ou d'autres structures multi-sports dans un petit territoire, la MAAA est également l'association des jeux du Commonwealth
membre de la Fédération des Jeux du Commonwealth qui permet d'envoyer une délégation aux jeux, à ce jour exclusivement dans la discipline d'athlétisme.